# Babel (album Karceru)
Babel – ósmy album zespołu Karcer wydany w 2017 przez wytwórnię Jimmy Jazz Records. Album zawiera 12 nowych kompozycji. Autorem wszystkich tekstów i muzyki jest Krzysztof Żeromski.

## Lista utworów
Źródło:.
1. „Wojna”
2. „Babel”
3. „Wstręt”
4. „Teczka”
5. „Deja Vu”
6. „Cyrk”
7. „Zaraza”
8. „Anarchia”
9. „Spacer ostatni”
10. „Niewoda, nieogień”
11. „Świnie”
12. „Masakra”

## Twórcy
Źródło:.
- Krzysztof Żeromski – wokal, gitara
- Adam Lao – gitara basowa
- Daniel „Czasza” Łukasik – perkusja